# ۸۶۵ (میلادی)
۸۶۵ میلادی، مطابق با ۲۵۱ هجری قمری.

## رویدادها
اشغال یک سوم شمال خاوری انگلستان توسط دانمارک تا سال 874 

## زادروزها
- ۲۷ اوت، محمد زکریای رازی، (درگذشت:۳۰۴ هجری خورشیدی، پنجم شعبان ۳۱۳ هجری قمری، ۱۵ اکتبر ۹۲۵)، پزشک، فیلسوف و شیمی‌دان ایرانی